# Belmont (Noord-Kaap)
Belmont is een gehucht en spoorwegaansluiting gelegen in de gemeente Siyancuma in de Zuid-Afrikaanse provincie Noord-Kaap. Het ligt ongeveer 40 km ten noorden van Hopetown langs de nationale weg N12. In de omgeving van het dorp zijn tijdens de Tweede Boerenoorlog verscheidene gevechten geleverd, ook de bekende Slag van Belmont.